# Montmeyran
Montmeyran é uma comuna francesa na região administrativa de Auvérnia-Ródano-Alpes, no departamento de Drôme. Estende-se por uma área de 24,1 km². Em 2010 a comuna tinha 3 029 habitantes (densidade: 125,7 hab./km²).